# Finále Grand Prix IAAF 1995
11. Finále Grand Prix IAAF – lehkoatletický závod, který se odehrál 9. září roku 1995 v Monaku na stadionu Stade Louis II.

## Výsledky

### Muži
| Disciplína      | 1. místo           | Výkon   | 2. místo                | Výkon   | 3. místo               | Výkon   |
| Běh na 200 m    | Michael Johnson    | 19,93   | Frankie Fredericks      | 20,21   | Robson da Silva        | 20,27   |
| Běh na 800 m    | Benson Koech       | 1:45,27 | Wilson Kipketer         | 1:45,28 | Mahjoub Haïda          | 1:45,35 |
| Běh na 3000 m   | Haile Gebrselassie | 7:35,90 | Khalid Boulami          | 7:36,11 | Ismaïl Sghyr           | 7:36,37 |
| 3000 m překážek | Moses Kiptanui     | 8:02,45 | Richard Kosgei          | 8:06,88 | Eliud Barngetuny       | 8:07,42 |
| 110 m překážek  | Mark Crear         | 13,07   | Allen Johnson           | 13,09   | Florian Schwarthoff    | 13,29   |
| Skok o tyči     | Okkert Brits       | 5,95    | Sergej Bubka            | 5,90    | Maxim Tarasov          | 5,80    |
| Skok daleký     | Iván Pedroso       | 8,49    | Kareem Streete-Thompson | 8,46    | James Beckford         | 8.20    |
| Hod diskem      | Lars Riedel        | 67,78   | Siergiej Lachow         | 66,78   | Uładzimir Dubrouszczyk | 66,60   |
| Hod oštěpem     | Jan Železný        | 92,28   | Raymond Hecht           | 87,42   | Steve Backley          | 83,84   |

### Ženy
| Disciplína     | 1. místo             | Výkon   | 2. místo          | Výkon   | 3. místo              | Výkon   |
| Běh na 200 m   | Gwen Torrenceová     | 22,20   | Mary Onyaliová    | 22,69   | Carlette Guidry-White | 22,71   |
| Běh na 800 m   | Maria Mutolaová      | 1:55,72 | Kelly Holmesová   | 1:56,21 | Patricia Djaté        | 1:56,53 |
| Běh na 3000 m  | Sonia O'Sullivanová  | 8:39,94 | Olga Czurbanowa   | 8:41,42 | Yvonne Graham         | 8:42,40 |
| 400 m překážek | Kim Battenová        | 53,49   | Tonja Buford      | 53,69   | Deon Hemmingsová      | 54,20   |
| Skok vysoký    | Inga Babakovová      | 2,03    | Tatjana Motkowa   | 2,01    | Jelena Guljajevová    | 1,96    |
| Trojskok       | Anna Birjukovová     | 14,99   | Inessa Kravecová  | 14,59   | Inna Lasovská         | 14,59   |
| Vrh koulí      | Astrid Kumbernussová | 20,20   | Kathrin Neimkeová | 19,94   | Chuang Č’-chung       | 19,94   |